# Lois somptuaires
 (janvier 2023).

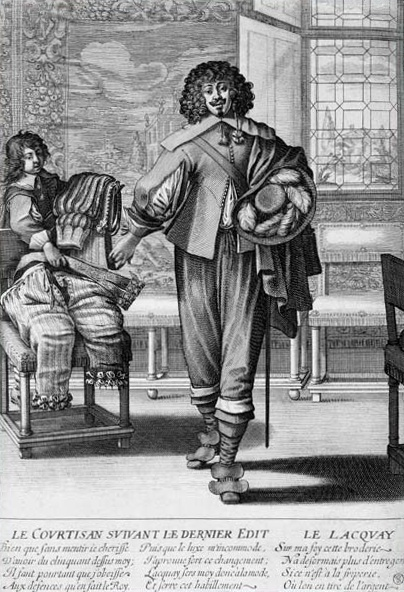
Le Courtisan suivant le Dernier Édit par Abraham Bosse montre un courtisan remisant ses dentelles, rubans, broderies et manches crevées pour un habillement plus sobre et conforme à l'édit de 1633.

Les lois somptuaires (en latin : sumptuariae leges), appelées aussi édits somptuaires sont des réglementations qui encadrent ou limitent des habitudes de consommation (alimentation, mobilier et notamment le luxe vestimentaire), souvent en fonction de l'appartenance sociale, ethnique ou religieuse des individus.
Elles servent principalement à rendre visible l'ordre social et, généralement, à interdire la consommation ostentatoire, l'usage de produits de luxe ou d'importation dans une optique mercantiliste de protection des industries nationales et de protection de la balance commerciale. Cette interdiction frappe en priorité les membres du commun et vise à les empêcher d'imiter l'aristocratie. Elles servent également aux États à renflouer leurs caisses et financer leurs campagnes de guerre.
La multiplicité de ces réglementations pose le problème de leur application et de l'inefficacité des précédents textes pour justifier la mise en place d'un nouveau.

## Aperçu historique

### En Grèce
L'un des premiers codes de lois de la Grèce antique, attribué au législateur Zaleucos, disposait que « nulle femme libre ne doit être accompagnée de plus d'une suivante, à moins qu'elle soit ivre, nulle femme libre ne doit arborer des bijoux d'or sur elle ni porter une robe brodée à moins qu'elle soit établie comme prostituée ; nul homme ne doit porter de bague en or ni de ces toges efféminées qui sont produites par la ville de Milet. »

### À Rome
Dans la Rome antique, les sumptuariae leges (telle la Lex Oppia) limitent les dépenses excessives (sumptus) dans les banquets et les costumes, en particulier en ce qui concerne l'usage de la pourpre de Tyr. On considère alors qu'il revient au gouvernement de mettre un terme aux excès des dépenses privées et ce, dès la loi des Douze Tables de la République romaine. Un censeur romain est chargé du contrôle de l'application de ces lois morales (cura morum) et publie une liste (nota censoria) des personnes coupables d'infraction aux limites imposées par la loi en termes de dépenses et d'ostentation.
Vers la fin de la République romaine, ces lois tombent graduellement en désuétude.

### Au Moyen Âge
En 1294, Philippe IV de France institue des lois somptuaires pour réprimer l'extravagance des costumes.
À la fin du Moyen Âge, les édits somptuaires ont pour objet de limiter la concurrence faite aux nobles par la bourgeoisie urbaine qui s'enrichit alors.

### À la Renaissance

#### En France
Entre les règnes de François Ier et d’Henri IV, on enregistre, en France, onze édits somptuaires. Ces édits et règlements tentent d'enrayer le phénomène de surenchérissement. Ils spécifient quels tissus doivent être portés, prohibent broderies, dentelles, ornements en or ou en argent. Pour illustration, un règlement indique que les bourgeois ne doivent pas avoir plus d'un laquais habillé de bure brune et non de drap teint. Le velours est interdit aux laboureurs et aux gens de basse condition. Toutefois, les lois somptuaires sont très rarement suivies par la société parisienne, car les bourgeois préfèrent payer des amendes plutôt que de se plier aux interdits.
Michel de Montaigne publie (Les Essais, I, XLIII) Des lois somptuaires, où il note : 

« La façon dequoy nos loix essayent à régler les foles et vaines despences des tables et vestements, semble estre contraire à sa fin. Le vray moyen, ce seroit d’engendrer aux hommes le mespris de l’or et de la soye, comme des choses vaines et inutiles; et nous leur augmentons l’honneur et le prix, qui est une bien inepte façon pour en dégouster les hommes; car dire ainsi, qu’il n’y aura que les Princes qui mangent du turbot et qui puissent porter du velours et de la tresse d’or, et l’interdire au peuple, qu’est-ce autre chose que mettre en credit ces choses là, et faire croistre l’envie à chascun d’en user. »

#### En Italie
Les règles édictées aux XVe et XVIe siècles s’appliquent essentiellement aux tenues et aux coiffures des femmes, qui font l’objet des travaux des législateurs et des hommes d’Église. Ces règles dépendent des régions et des villes, ainsi que des étapes de la vie des femmes (enfant, jeune femme non-mariée, épouse, veuve) et de leur statut social ; les femmes de cavaliers ont par exemple plus de libertés dans leur coiffure : à Bologne en 1453, ce sont les seules à être autorisées à porter le balzo (mais pas à l’orner de pierres précieuses ou de perles).
Certaines autres règles s’attachent à différencier les prostituées des femmes jugées respectables, en leur imposant le port d’un voile ou d’un tissu jaune comme coiffure à Bologne, puis un grelot sur l’épaule ; à Foligno leur voile doit être bleu foncé, à Pérouse elles devaient porter un bonnet. Dans certaines villes, comme Foligno ou Città di Castello, les personnes juives doivent aussi suivre des règles spécifiques et porter des accessoires jaunes.
Enfin, et de façon plus large, les lois proscrivent aux femmes (sauf cas spécifiques) le port des vêtements jugés masculins, comme le chaperon ou le béret.

### Ère moderne
En Europe, la prise de pouvoir politique par la bourgeoisie, entraîne une résistance de la part de l'aristocratie qui veut écarter les prétentions à la distinction de cette classe sociale qui l'imite. De nombreuses lois somptuaires destinées à limiter la consommation ostentatoire sont promulguées.
Durant le shogunat Tokugawa, Yoshimune Tokugawa édicte à la fin du XVIIe siècle des lois somptuaires dans le but de restaurer les finances publiques : un moratoire gèle les plaintes pour impayés portés par les fournisseurs devant l’administration contre les samourais impécunieux. Ces mesures reposent sur une morale de type confucéen (établie plus de 1000 ans avant) de barrières entre groupes sociaux, qui méprise le négoce pour porter aux nues les vertus de la société et la production agricole.
En Louisiane, les lois tignon réglementent la manière de se vêtir pour les gens de couleur libres dans la société coloniale.

## Aujourd'hui
Les lois somptuaires survivent plus dans les codes culturels non formalisés mais sont absentes du code juridique contemporain. Dans les sociétés de consommation, les lois somptuaires ont été remplacées par la fiscalité : les produits de luxe sont plus taxés que les produits de consommation courante.
Les prescriptions vestimentaires survivent dans le « code vestimentaire » (en anglais dress code) imposé au sein de certaines entreprises à leurs employés.